# Código de Processo Civil de 2015
O Código de Processo Civil (CPC, Lei n. 13.105, de 16 de março de 2015) é a lei que regulamenta o processo judicial civil no Brasil. Entrou em vigor em 18 de março de 2016, sucedendo o Código de Processo Civil de 1973. O CPC regulamenta a tramitação de um processo comum na Justiça, incluindo: prazos, recursos e competências jurisdicionais.
O Novo Código foi iniciado com o Projeto de Lei do Senado n° 166, de 2010, de autoria do então Senador José Sarney que entrou em vigor dia 18 de março de 2016, como Lei n° 13 105/2015, revogando o Código de Processo Civil de 1973 (Lei 5.869/1973).
O Código de Processo define a tramitação dos processos judiciais. É diferente do Código Civil, que define questões como: guarda de filhos, divórcio, testamento, propriedade e dívidas.
O objetivo legislativo principal para este novo código é possibilitar menor número de recursos e consequentemente dar agilidade ao andamento dos processos legais no âmbito judiciário. Outro ponto de destaque se refere aos prazos jurídicos, alterados a fim de evitar ambiguidades interpretativas.
É o primeiro Código de Processo Civil brasileiro publicado em regime democrático, e o primeiro código brasileiro cuja tramitação legislativa se deu totalmente em regime democrático.
Contém todas as normas estritamente relacionadas aos processos judiciais de natureza civil, ou seja, aqueles fora dos âmbitos penal, tributário, trabalhista e eleitoral, entre outros. Disciplina os prazos e recursos cabíveis e a forma como os juízes, as partes e terceiros interessados devem atuar no curso de uma demanda de natureza estritamente cível.
Não se deve confundir o CPC com o Código Civil Brasileiro (Lei n. 10.406 de 10 de janeiro de 2002).

## História

### Como foi aprovado o projeto
O anteprojeto do novo Código de Processo Civil (CPC) foi aprovado em 1º de junho de 2010 pela comissão de juristas encarregada, pelo Senado Federal, de elaborá-lo. O objetivo desse trabalho foi de modernizar o CPC anterior, uma lei de 1973, de modo a assegurar maior rapidez e coerência no trâmite e julgamento dos processos de natureza civil.
A comissão elaboradora foi composta por Luiz Fux (presidente), Teresa Arruda Alvim Wambier (relatora), Adroaldo Furtado Fabrício, Benedito Cerezzo Pereira Filho, Bruno Dantas Nascimento, Elpídio Donizetti Nunes, Humberto Theodoro Júnior, Jansen Fialho de Almeida, José Miguel Garcia Medina, José Roberto dos Santos Bedaque, Marcus Vinicius Furtado Coêlho e Paulo Cesar Pinheiro Carneiro.
O anteprojeto foi entregue ao então presidente do Senado, José Sarney. O então ministro do Superior Tribunal de Justiça (STJ) Luiz Fux, que presidiu a comissão, debateu a proposta com os membros da Comissão de Constituição, Justiça e Cidadania (CCJ) do Senado.
Quando esta etapa foi efetuada, o anteprojeto foi lido no plenário do senado, transformando-se, então, em projeto de lei. A proposta foi encaminhada, ao exame de uma comissão especial de 11 senadores, onde foi discutida e modificada por emendas.
Depois foi votada pelo plenário do senado, o projeto do novo CPC foi para a Câmara dos Deputados, onde também foi analisado por uma comissão especial.
Em 17 de dezembro de 2014, o Senado aprovou o texto do novo CPC. Logo após, o texto seguiu para a sanção da presidente Dilma Rousseff, que sancionou o novo Código em 16 de março de 2015.
As leis do Novo Código começaram a vigorar no dia 18 de março de 2016.

## Conquistas
As principais modificações ocorridas como o novo código são:

### Prazos
A contagem dos prazos recursais passou a ser feita em dias úteis, em vez de dias corridos.

### Desconsideração de personalidade jurídica
Criação jurisprudencial, passou a ser incidente, com critérios previstos na lei.

### Conciliação
Maior estímulo à conciliação antes do julgamento.

### Capítulos da sentença'
Teoria passa a ser expressamente positivada pela lei, possibilitando a execução de partes da sentença separadamente no tempo, conforme ganharem liquidez (Art. 509, §1º), com base no princípio tantum devolutum quantum apellatum.

### Extinção do processo cautelar
O processo cautelar, que era voltado a suprir demandas processuais antes do próprio processo existir, foi extinto pelo Código de Processo Civil de 2015, sendo substituído por tutelas de natureza antecipada.

## Estrutura
O Código de Processo Civil está dividido em Parte Geral, subdividida em seis (6) livros, e Parte Especial, subdividida em quatro (4) livros.. As temáticas de cada livro são:

### Parte Geral
Como o título deixa claro, trata da parte geral do Código de Processo Civil.

#### Livro I:Das normas processuais fundamentais
Do art. 1º ao 15 são definidas as normas fundamentais do código de processo civil de 2015. Humberto Dalla Bernardina de Pinho declara que estas normas representam necessárias diretrizes a serem obedecidas pelas disciplinas processuais.

#### Livro II: Da função jurisdicional
Do art. 16 ao 70

#### Livro III: Dos sujeitos do processo
Do art. 70 ao 187, são definidos os sujeitos -ou partes- do processo.

#### Livro IV: Dos atos processuais
Do art. 188 ao 294, são definidos os atos do processo, como por exemplo distribuição e registro.

#### Livro V: Da tutela provisória
Do art. 295 ao 311, trata de questões de urgência, em que não se pode esperar pela demora que existe na maioria dos processos no âmbito brasileiro.

#### Livro VI: Da formação, da suspensão e da extinção do processo
Do art. 311 ao 317, trata de questões relativas à formação, à suspensão e à extinção do processo.

### Parte Especial

#### Livro I:Do processo de conhecimento e do cumprimento de sentença
Do art. 318 ao 770, são estabelecidos o processo de conhecimento e o cumprimento de sentença.

#### Livro II: Do processo de execução
Do art. 771 ao 926, é estabelecido o processo de execução.

#### Livro III: Dos processo nos tribunais e dos meios de impugnação das decisões judiciais
Do art. 927 ao 1.044, trata, em seu título I, de questões relacionadas à ordem dos processos e dos processos de competência originária dos tribunais, e em seu título II, trata de recurso.

#### Livro Complementar
Do art. 1.044 ao 1.072, trata de disposições finais e transitórias.

## Aplicação no direito processual do trabalho
O art. 769 da CLT determina e ao mesmo tempo delimita a aplicação subsidiária do código processual civil no trâmite das demandas submetidas à Justiça Especializada do Trabalho.
Esse artigo estabelece que a aplicação da lei processual civil no direito do trabalho está condicionado a dois requisitos:
1. a CLT deve ser omissa quanto àquele procedimento;
2. o conteúdo da norma subsidiária não pode ferir os princípios que regem o direito do trabalho.